# Kecses selymescincér
A kecses selymescincér (Axinopalpis gracilis) a cincérfélék családjába tartozó, Európában és Nyugat-Ázsiában honos, lombos fákon élő bogárfaj. 

## Megjelenése
A kecses selymescincér testhossza 5-12 mm. Feje a többi cincérhez hasonlóan a test tengelyére merőlegesen, lefelé mutat. Alakja karcsú, megnyúlt, a szárnyfedők oldalvonala párhuzamosan fut, vállai lekerekítettek. Egész teste sárgásvörös, elszórtan ferdén felálló, rövidebb és meredeken felálló, hosszabb szőrök borítják. Homloka sűrűn, előtora ritkábban és finomabban, a szárnyfedői durván pontozottak. Utóbbiak fényesek, négyszer olyan hosszúak, mint az együttes szélességük, a varrat a pajzsocska (scutellum) mögött bemélyített. A hátulsó comb vége nem éri el a potroh végét. 

## Elterjedése és életmódja
Eurázsiában honos, ezen belül Közép- és Délkelet-Európában, Dél-Ukrajnában, valamint Kis-Ázsiában, a Kaukázusban és a Közel-Keleten. Magyarországon elterjedt, de nem gyakori faj. 
Lárvája különféle lombos fák (tölgy, mandula, dió, szil, stb.) vékony ágaiban, gallyaiban fejlődik. Életciklusa két évig tart. A kifejlett lárva a kéreg alatt viszonylag nagy bábkamrát készít. Az imágó április-júliusban rajzik. Éjjel aktív, többnyire virágzó tölgyön, juharon található. A mesterséges fény vonzza.
Magyarországon nem védett.